# Blå rör

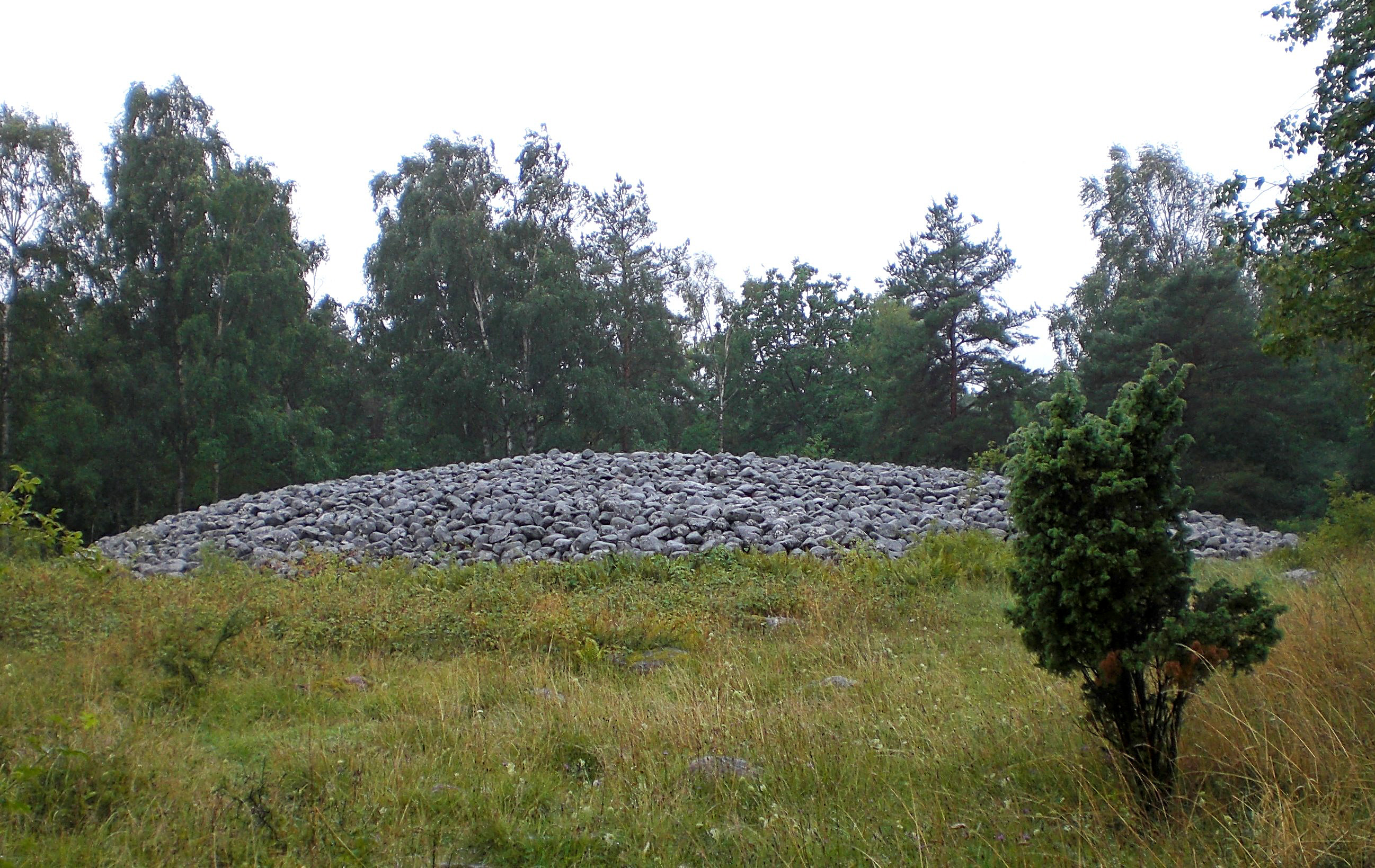
Blå rör

Blå rör (schwedisch für blaue Röse) ist ein bronzezeitlicher Grabhügel auf der schwedischen Ostseeinsel Öland.
Der östlich von Borgholm, nahe dem Köpings klint an der Küste des Kalmarsunds gelegene Steinhügel stellt mit einem Durchmesser von 40 und einer Höhe von drei Metern die größte Röse Ölands dar. Größe und Lage deuten auf eine bedeutende Bestattung hin.
Eine erste Ausgrabung erfolgte im Jahre 1849. Man fand jedoch lediglich eine praktisch leere Steinkiste, die zuvor geplündert worden sein dürfte. 1927 fand eine weitere Ausgrabung statt, deren Ziel eigentlich die Wiederherstellung des vormaligen Erscheinungsbildes der ernstlich beschädigten Anlage war. Hierbei wurden überraschend vier bis dahin unbekannte Gräber entdeckt. Zwei der Gräber stammen vermutlich aus der frühen und zwei weitere aus der späten Bronzezeit. In einem der Letzteren fand man ein kunstvoll gefertigtes Schwert mit kreuzförmigem Knauf. Es ist der einzige Fund dieser Art in Schweden. Es wird vermutet, dass das Schwert ursprünglich aus Dänemark stammte, wo es ähnliche Funde gibt. Das Schwert besteht aus zwei Teilen. Schwertblatt und Schwertgriff wurden aneinandergefügt.